# Гуковуголь
Гуковуголь — угледобывающее предприятие Восточного Донбасса (центр — Гуково, Ростовская область). С 18 июня 2015 года введено внешнее управление сроком на 1 год.

## История
Приказом народного комиссара тяжелой промышленности от 25 августа 1938 года № 330 в целях улучшения руководства трестами Донецкого бассейна был разукрупнён комбинат «Донбассуголь» и вместо него организованы три комбината: «Сталинуголь» (г. Сталин), «Ворошиловградуголь» (г. Ворошиловград) и «Ростовуголь» (город Шахты).

### Государственный каменноугольный трест «Гуковуголь»
Приказом наркома топливной промышленности в феврале 1939 года в системе комбината «Ростовуголь» был создан трест «Гуковуголь» со среднесуточной добычей угля 2150—2200 тонн. Управляющим трестом был назначен инженер-экономист Михаил Иванович Северин.
За успехи в деле восстановления шахт и трудовую доблесть 1 января 1948 года Указом Президиума Верховного Совета РСФСР трест «Гуковуголь» был награждён орденом Tрудового Kpасного Знамени.

### Комбинат «Гуковуголь»
Приказом Министра угольной промышленности СССР № 135 от 17 марта 1970 года на базе ликвидированного треста был создан комбинат «Гуковуголь» — это 27 шахт и углеобогатительных фабрик, 32 предприятия другого профиля. Начальником комбината был назначен И. А. Сливаев. Правопреемником Государственного каменноугольного треста «Гуковуголь» стал комбинат «Гуковуголь». В 1974 году на комбинате начал работать информационно-вычислительный центр, первым директором которого был кандидат технических наук Панченко В. Г.

### Производственное объединение по добыче угля «Гуковуголь»
В 1975 году комбинат «Гуковуголь» был преобразован в производственное объединение во главе с генеральным директором. Правопреемником комбината «Гуковуголь» стало производственное объединение по добыче угля «Гуковуголь».

### Акционерное общество открытого типа по добыче и переработке угля «Гуковуголь»
В 1992 году производственное объединение «Гуковуголь» преобразовано в акционерное общество открытого типа «Гуковуголь» (А/О «Гуковуголь»).

### Открытое акционерное общество «Гуковуголь»
В 1997 году переименовано в открытое акционерное общество «Гуковуголь».
В 2002 году холдингу «Русский уголь» был продан пакет акций ОАО «Гуковуголь», находящихся в федеральной собственности, а в 2003 году передан в доверительное управление областной пакет акций компании.
На 2004 год «Гуковуголь» добывал свыше 60 % углей Восточного Донбасса. В состав акционерного общества входило семь шахт, две обогатительные фабрики, а также около 20 вспомогательных предприятий.

### Закрытое акционерное общество «Управляющая компания „Гуковуголь“»
После завершения мероприятий по реструктуризации и реорганизации «Гуковугля» — под юридическим управлением ЗАО «УК „Гуковуголь“» находится 8 шахт, 3 обогатительные фабрики и ряд вспомогательных производств, объединённых в следующие угледобывающие предприятия:
- ОАО «Угольная компания „Алмазная“» — шахты «Алмазная», «Гуковская», «Ростовская»;
- ОАО «Замчаловский антрацит» — шахта «Замчаловская» и одноимённая обогатительная фабрика;
- ОАО «Донской антрацит» — шахта «Дальняя»;
- ОАО «Донкокс» — шахта «Западная» и ЦОФ «Донецкая»;
- ОАО «Шахтоуправление „Обуховская“» — шахта «Обуховская» и одноимённая обогатительная фабрика;
- ОАО «Сулинантрацит» — шахта № 410.

На 1 февраля 2009 года на основных и вспомогательных предприятиях «Гуковугля» было занято 11,8 тыс. человек.
1 апреля 2010 года ЗАО «Русский уголь» ликвидировало свою дочернюю компанию ЗАО «УК „Гуковуголь“», а предприятия, входившие в «Гуковуголь», перешли в непосредственное подчинение «Русского угля». В этом же году этот собственник утратил интерес к ростовским активам — началась распродажа шахт. Шахты «Обуховская» (ОАО «Шахтоуправление „Обуховская“) и „Дальняя“ (ОАО „Донской антрацит“) куплены Ринатом Ахметовым (вертикально-интегрированная энергетическая компания Украины ДТЭК).

### Владельцы акций сегодня
По данным справочной системы Kartoteka.ru, ОАО „Донуголь“ владеет 1 % ОАО „Гуковуголь“.
ООО „Кингоул“ Юг» принадлежат шахта «Алмазная», шахта «Замчаловская», шахта «Ростовская» и шахта «Гуковская» и др.
По сообщению портала «Эксперт», все основные добывающие и перерабатывающие активы «Гуковуголь» проданы украинской компании ДТЭК.

## Шахты
Шахты, ранее входившие в трест Донецкуголь комбината «Ростовуголь» и вошедшие в «Гуковуголь» после ликвидации этого треста:
- Шахта Гундоровская — до 1971 шахта Северо-Гудноровская № 3. Введена в эксплуатацию с августа 1951 года. В подчинении комбината «Гуковуголь» с 01.04.1970[14]. Закрыта в 1998 году[15].
- Шахта Центральная — до 1971 шахта Юго—Западная № 1. Принята в эксплуатацию в 1945 году. С 1994 года вошла в структурное подразделение шахтоуправления «Западное»[16]. Закрыта в 1998 году[15].
- Шахта Западная — до 1971 шахта Юго—Западная № 3. Организована в 1954 году. С 1994 года объединена с шахтой Центральная в структурное подразделение шахтоуправления «Западное» ОАО «Гуковуголь»[17]. Закрыта в 2008 году компанией «Русский Уголь»[18].
- Шахта Изваринская — до 1971 шахта Северо—Изваринская № 1. Организована в 1948 году. В подчинении комбината «Гуковуголь» с 01.04.1970[19]. Закрыта в 1998 году[15].

Другие шахты, вошедшие в «Гуковуголь»:
- Шахта Донецкая — сдана в эксплуатацию в 1955 году. Правопреемником шахты А/О «Гуковуголь» является ОАО «Донецкое»[20]. Вошла с 1 января 1997 года в состав Дочернего открытого акционерного общества «Донецкое» (ДОАО «Донецкое») ОАО «Гуковуголь»[21][22]. Закрыта как «особо убыточная» в 1998 году[15].

## Руководители
| Начало | Конец | ФИО                            |
| ------ | ----- | ------------------------------ |
| 1939   | 1946  | Северин, Михаил Иванович       |
| 1946   | 1951  | Бондарев И. И.                 |
| 1951   | 1963  | Аброскин, Борис Георгиевич     |
| 1963   | 1964  | Малько П. И.                   |
| 1964   | 1965  | Посыльный, Иван Дмитриевич     |
| 1965   | 1970  | Звягин И. М.                   |
| 1970   | 1979  | Сливаев, Иван Антонович        |
| 1979   | 1989  | Чернышков Л. Н.                |
| 1989   | 1997  | Лазченко, Константин Никитович |
| 1997   | 1998  | Назаров, Сергей Макарович      |
| 1998   | 2002  | Артемьев, Владимир Борисович   |
| 2002   | 2003  | Галанцев, Александр Витальевич |

## Сотрудники
Герои Социалистического Труда:
1. Авдеенко, Михаил Ильич — бригадир проходчиков шахты «Гуковская».
2. Бузуян, Константин Георгиевич — бригадир горнопроходческой бригады шахтостроительного управления № 8 комбината «Ростовшахтострой».
3. Бурмистров, Александр Иванович — машинист врубовой машины шахты «Донецкая», бывшая шахта «Юго-Западная № 1».
4. Великанов, Иван Семёнович — проходчик СУ № 9 комбината «Каменскшахтстрой».
5. Гавринев, Иван Леонтьевич — бригадир комплексной бригады при строительстве шахты имени 60-летия Ленинского комсомола.
6. Логвиненко, Юрий Александрович — начальник шахты № 15-16 «Антрацит».
7. Маркелов, Кирилл Семёнович — бригадир рабочих очистного забоя шахты имени 50-летия Октября.
8. Мяктинов, Пётр Сергеевич — бригадир проходчиков шахты «Изваринская».
9. Никоноров, Николай Тимофеевич — бригадир горнорабочих очистного забоя шахты № 15-16 «Антрацит» и шахты «Гуковская».
10. Пруцаков, Иван Алексеевич — бригадир навалоотбойщиков шахты № 3.
11. Рябцев, Григорий Васильевич — бригадир рабочих очистного забоя шахты № 19-20.
12. Харченко, Пётр Иванович — бригадир рабочих очистного забоя шахты имени 50-летия Октября.
13. Глущенко Фёдор Пантелеевич — бригадир горнорабочих очистного забоя на комбинате «Гуковуголь».

Другие сотрудники:
- Баньковский Владимир Иванович (1913—1977) — горный инженер, рационализатор, журналист, редактор.
- Катальников, Владимир Дмитриевич (1951—2018) — российский государственный деятель.
- Толочек, Николай Константинович (1918—2016) — начальник Донецкого угольного района производственного объединения «Гуковуголь».